# Yvette Baker
Yvette Baker (geborene Hague; * 1968 in den Vereinigten Staaten) ist eine ehemalige britische Orientierungsläuferin. Sie war 1999 Kurzdistanzweltmeisterin.
Yvette Hague wurde 1968 in den Vereinigten Staaten geboren. Ihre britischen Eltern zogen mit ihr später nach England und Neuseeland. 1983 siegte sie bei der Jan Kjellstrom Trophy. Sie wurde daraufhin für die britische Nationalmannschaft nominiert und kam bei den Weltmeisterschaften 1983 in Ungarn in der britischen Staffel, die den siebten Platz belegte, zum Einsatz. In den folgenden Jahren schaffte sie es, den Platz im Nationalkader zu verteidigen, ehe ihr 1993 bei den Weltmeisterschaften in West Point der Durchbruch gelang. Auf der langen Strecke kam sie hinter Marita Skogum aus Schweden und Annika Viilo aus Finnland auf den Bronzerang. 1995 bei den Welttitelkämpfen im deutschen Detmold kam sie in beiden Einzelwettkämpfen hinter Marie-Luce Romanens aus der Schweiz bzw. Katalin Oláh aus Ungarn auf den zweiten Platz. 1999 fanden die Weltmeisterschaften in Schottland statt und Baker gewann dabei das Rennen auf der kurzen Distanz. Auf der Langdistanz verpasste sie ebenso wie mit der britischen Staffel knapp eine Medaille. Im Jahr darauf fanden erstmals seit über dreißig Jahren wieder Europameisterschaften im Orientierungslauf statt. Bei den Wettbewerben in der Ukraine gewann sie auf der langen Strecke und mit der Staffel zwei Bronzemedaillen.
Sie gewann die britischen Meisterschaften auf der Kurzdistanz 1998 und 1999. Auf der Langdistanz 1989, 1990, 1991, 1994, 1995, 1998 und 1999 sowie 1992 im Nacht-OL.

## Platzierungen
| Weltmeisterschaften  | Sprint | Mittel | Lang | Staffel |
| -------------------- | ------ | ------ | ---- | ------- |
| 1983 Zalaegerszeg    |        |        |      | 7.      |
| 1985 Bendigo         |        |        | 13.  | 7.      |
| 1987 Gerardmer       |        |        | 17.  | 7.      |
| 1989 Skövde          |        |        | 18.  | 10.     |
| 1991 Marianske Lazne |        |        | 25.  | 8.      |
| 1993 West Point      |        | 9.     | 3.   | 8.      |
| 1995 Detmold         |        | 2.     | 2.   | 8.      |
| 1997 Grimstad        |        | 13.    | 8.   | 5.      |
| 1999 Inverness       |        | 1.     | 4.   | 4.      |
| 2001 Tampere         |        |        | 11.  | 5.      |

| Europameisterschaften | Sprint | Mittel | Lang | Staffel |
| --------------------- | ------ | ------ | ---- | ------- |
| 2000 Truskawez        |        | 10.    | 3.   | 3.      |

| Gesamt-Weltcup | Gesamt-Weltcup |
| -------------- | -------------- |
| 1986           | 17.            |
| 1988           | 22.            |
| 1990           | 14.            |
| 1992           | 3.             |
| 1994           | 2.             |
| 1996           | 5.             |
| 1998           | 26.            |
| 2000           | 8.             |